# Vriesea laxa
Espèce
Classification phylogénétique
Vriesea laxa est une espèce de plantes à fleurs de la famille des Bromeliaceae, endémique du Venezuela.

## Distribution
L'espèce se rencontre dans les États d'Aragua, de Falcón et d'Yaracuy au Venezuela.